# Problepsis apollinaria
Problepsis apollinaria är en fjärilsart som beskrevs av Achille Guenée 1858. Problepsis apollinaria ingår i släktet Problepsis och familjen mätare. Inga underarter finns listade i Catalogue of Life.